# Jédrino
Jédrino (en rus: Жедрино) és un poble de l'óblast d'Uliànovsk, a Rússia, que el 2010 tenia 45 habitants. Pertany al districte municipal de Kuzovàtovo.